# فوفر
فوفر مسلسل رسوم متحركة أمريكي عرض لأول مره في 13 سبتمبر 1986 واستمر عرضه حتى 18 فبراير 1988 تم دبلجة المسلسل للغة العربية بواسطة مركز الزهرة وعرض على قناة سبيس تون .

## روابط خارجية
- فوفر على موقع IMDb (الإنجليزية)
- فوفر على موقع ألو سيني (الفرنسية)
- فوفر على موقع قاعدة بيانات الفيلم (الإنجليزية)
- William Hanna: The Story of a Legend
- Foofur at The Cartoon Scrapbook